# Tulasnella calospora
Tulasnella calospora é uma espécie de fungo pertencente à família Tulasnellaceae.